# 젠 (마이크로아키텍처)
젠(Zen)은 2017년 2월 라이젠 CPU의 1세대의 첫 시작과 함께하는 AMD의 컴퓨터 프로세서 마이크로아키텍처 계열의 코드명이다. 라이젠(데스크톱 및 모바일), 라이젠 스레드리퍼(워크스테이션/하이엔드 데스크톱), Epyc(서버)에 사용된다.

## 비교
| 마이크로아키텍처      | 마이크로아키텍처      | 마이크로아키텍처      | 마이크로아키텍처      | 젠           | 젠           | 젠 2         | 젠 3         | 젠 3         | 젠 4         |
| 마이크로아키텍처 종류 | 마이크로아키텍처 종류 | 마이크로아키텍처 종류 | 마이크로아키텍처 종류 | 젠           | 젠+          | 젠 2         | 젠 3         | 젠 3+        | 젠 4         |
| --------------------- | --------------------- | --------------------- | --------------------- | ------------ | ------------ | ------------ | ------------ | ------------ | ------------ |
| 반도체 공정 (nm)      | 반도체 공정 (nm)      | 반도체 공정 (nm)      | 반도체 공정 (nm)      | 14 nm        | 12 nm        | 7 nm         | 7 nm         | 6 nm         | 5 nm         |
| 캐시                  | µop                   | µop                   | µop                   | 2K           | 2K           | 4K           | 4K           | 4K           | 6.75K        |
| 캐시                  | L1                    | 데이터                | 크기                  | 32 KB        | 32 KB        | 32 KB        | 32 KB        | 32 KB        | 32 KB        |
| 캐시                  | L1                    | 데이터                | 방향                  | 4            | 4            | 8            | 8            | 8            | 8            |
| 캐시                  | L1                    | 데이터                | 레이턴시              | ?            | ?            | ?            | 4-8          | 4-8          | ?            |
| 캐시                  | L1                    | 명령                  | 크기                  | 64 KB        | 64 KB        | 32 KB        | 32 KB        | 32 KB        | 32 KB        |
| 캐시                  | L1                    | 명령                  | 방향                  | 8            | 8            | 8            | 8            | 8            | 8            |
| 캐시                  | L1                    | 명령                  | 레이턴시              | 4-8          | 4-8          | 4-8          | 4-8          | 4-8          | ?            |
| 캐시                  | L1                    | TLB                   | TLB                   | 512-entry    | 512-entry    | 512-entry    | 1024-entry   | 1024-entry   | ?            |
| 캐시                  | L2                    | L2                    | 크기                  | 512 KB/코어  | 512 KB/코어  | 512 KB/코어  | 512 KB/코어  | 512 KB/코어  | 1024 KB/코어 |
| 캐시                  | L2                    | L2                    | 방향                  | 8            | 8            | 8            | 8            | 8            | 8            |
| 캐시                  | L2                    | L2                    | 레이턴시              | 17           | 12           | 12           | 12           | 12           | 14           |
| 캐시                  | L2                    | L2                    | TLB                   | 1536-entry   | 1536-entry   | 2048-entry   | 2048-entry   | 2048-entry   | 3072-entry   |
| 캐시                  | L3                    | L3                    | 크기                  | 2048 KB/코어 | 2048 KB/코어 | 4096 KB/코어 | 4096 KB/코어 | 4096 KB/코어 | ?            |
| 캐시                  | L3                    | L3                    | 방향                  | 16           | 16           | 16           | 16           | 16           | 16           |
| 캐시                  | L3                    | L3                    | 레이턴시              | 35           | 35           | 40           | 46           | 46           | 50           |
| 최대 CPU 코어         | 최대 CPU 코어         | 최대 CPU 코어         | 최대 CPU 코어         | 32           | 32           | 64           | 64           | 8            | 96           |
| 동시 멀티스레딩 (SMT) | 동시 멀티스레딩 (SMT) | 동시 멀티스레딩 (SMT) | 동시 멀티스레딩 (SMT) | Yes          | Yes          | Yes          | Yes          | Yes          | Yes          |
| OoO 윈도 (ROB)        | OoO 윈도 (ROB)        | OoO 윈도 (ROB)        | OoO 윈도 (ROB)        | 192          | 192          | 224          | 256          | 256          | 320          |
| 파이프라인            | 스테이지              | 스테이지              | 스테이지              | 19           | 19           | 19           | ?            | ?            | ?            |
| 파이프라인            | 디코드 (방향)         | 디코드 (방향)         | 디코드 (방향)         | 4            | 4            | ?            | 6            | 6            | ?            |
| 스케줄러              | 스케줄러              | 스케줄러              | 엔트리                | ?            | ?            | ?            | ?            | ?            | ?            |
| 스케줄러              | 스케줄러              | 스케줄러              | 디스패치              | 6            | 6            | ?            | ?            | ?            | ?            |
| 레지스터 파일         | 레지스터 파일         | 레지스터 파일         | 정수                  | 84           | 84           | 92           | 96           | 96           | 224          |
| 레지스터 파일         | 레지스터 파일         | 레지스터 파일         | 부동 소수점           | 96           | 96           | ?            | 160          | 160          | 192          |
| 큐                    | 큐                    | 큐                    | 명령                  | 72           | 72           | ?            | ?            | ?            | ?            |
| 큐                    | 큐                    | 큐                    | 할당                  | 44           | 44           | ?            | ?            | ?            | ?            |
| AGU                   | AGU                   | AGU                   | AGU                   | 2            | 2            | 3            | ?            | ?            | ?            |

## 역사

GPU 포함 및 미포함 1세대 Zen

Epyc 7001 MCM

Ryzen Threadripper 1000 MCM

### 1세대
1세대 Zen은 2017년 2월에 Ryzen 1000 시리즈 CPU("서밋 리지" 코드명)와 함께 출시되었다. Zen 기반 첫 번째 프리뷰 시스템은 E3 2016에서 시연되었으며, Intel Developer Forum 2016에서 한 블록 떨어진 곳에서 열린 행사에서 처음으로 자세히 설명되었다. 젠 기반 첫 번째 CPU는 2017년 3월 초에 시장에 출시되었고, 젠 기반 Epyc 서버 프로세서("네이플스" 코드명)는 2017년 6월에 출시되었으며, 젠 기반 APU("레이븐 리지" 코드명)는 2017년 11월에 출시되었다. 이 젠의 첫 번째 버전은 GlobalFoundries의 14 nm 제조 공정을 사용했다. 중국 시장을 위한 수정된 젠 기반 프로세서 또한 AMD-중국 조인트 벤처 하에 구축되었다.

#### 1세대 리프레시
Zen+는 2018년 4월에 처음 출시되었으며, 주류 데스크톱 시스템용 Ryzen 2000("피나클 리지" 코드명) 및 하이엔드 데스크톱 설비용 Threadripper 2000("콜팩스" 코드명)으로 알려진 2세대 Ryzen 프로세서의 동력이다. Zen+는 GlobalFoundries의 12 nm 공정을 사용했는데, 이는 14 nm 노드의 개선된 버전이다.

### 2세대
Ryzen 3000 시리즈 CPU는 2019년 7월 7일에 출시되었고, Zen 2 기반 Epyc 서버 CPU("롬" 코드명)는 2019년 8월 7일에 출시되었다. Zen 2 마티스 제품은 TSMC의 7 nm 공정 노드를 사용한 최초의 소비자용 CPU였다. Zen 2는 데스크톱, 워크스테이션, 서버 CPU가 모두 멀티 칩 모듈(MCM)로 생산되는 칩렛 기반 아키텍처를 도입했다. 이러한 Zen 2 제품들은 동일한 코어 칩렛을 사용하지만 허브 앤 스포크(hub and spoke) 토폴로지로 다른 언코어 실리콘(다른 I/O 다이)에 연결된다. 이 접근 방식은 서밋 리지 제품(Ryzen 1000 시리즈)을 위한 단일 모놀리식 패키지에 동일한 다이(제플린)가 사용되거나, 1세대 Epyc 및 Threadripper 제품을 위한 MCM(최대 4개의 제플린 다이)에서 상호 연결된 빌딩 블록으로 사용되는 Zen 1 제품과는 다르다. 초기 Zen 2 제품의 경우 I/O 및 언코어 기능은 이러한 별도의 I/O 다이 내에서 수행되며, 여기에는 메모리 컨트롤러, 코어 간 통신을 가능하게 하는 패브릭, 그리고 대부분의 언코어 기능이 포함된다. 마티스 프로세서가 사용하는 I/O 다이는 GF 12 nm에서 생산된 작은 칩이며, Threadripper 및 Epyc에 사용되는 서버 I/O 다이는 훨씬 더 크다. 서버 I/O 다이는 최대 8개의 8코어 칩렛을 연결하는 허브 역할을 할 수 있으며, 마티스의 I/O 다이는 최대 2개의 8코어 칩렛을 연결할 수 있다. 이 칩렛들은 AMD 자체의 2세대 인피니티 패브릭으로 연결되어, 코어와 I/O 간에 낮은 지연 시간의 상호 연결을 가능하게 한다. 칩렛의 처리 코어는 4개의 코어로 구성된 CCX(Core Complexes)로 구성되며, 하나의 8코어 CCD(Core Chiplet Die)를 형성하도록 연결된다. Zen 2는 또한 Ryzen 4000으로 판매되는 모바일 및 데스크톱 APU 라인과 4세대  Xbox 콘솔 및 PlayStation 5에도 동력을 공급한다. Zen 2 코어 마이크로아키텍처는 주류 모바일 및 기타 에너지 효율적인 저전력 컴퓨팅 제품을 목표로 하는 6 nm 시스템 온 칩인 멘도시노 APU에도 사용된다.

### 3세대
Zen 3는 2020년 11월 5일에 출시되었으며, 더 성숙된 7 nm 제조 공정을 사용하여 Ryzen 5000 시리즈 CPU 및 APU("베르메르" (CPU) 및 "세잔" (APU) 코드명)와 Epyc 프로세서("밀란" 코드명)를 구동한다. Zen 3의 Zen 2에 대한 주요 성능 향상은 통합 CCX의 도입으로, 이는 각 코어 칩렛이 이제 각각 16 MB의 L3 캐시에 접근하는 두 세트의 4코어 대신 32 MB의 L3 캐시에 접근하는 8개의 코어로 구성됨을 의미한다. 2022년 4월 1일, AMD는 개선된 Zen 3+ 아키텍처를 사용한 노트북용 새로운 Ryzen 6000 시리즈를 출시하여, PC에 처음으로 APU에 통합된 RDNA 2 그래픽을 가져왔다. 3D V-캐시를 갖춘 Zen 3는 2021년 5월 31일에 공식적으로 프리뷰되었다. 이는 CCD의 일반 L3 캐시 위에 3D 스택된 L3 캐시를 포함하여 총 96 MB를 제공한다는 점에서 Zen 3와 다르다. 이를 사용하는 첫 번째 제품인 Ryzen 7 5800X3D는 2022년 4월 20일에 출시되었다. 추가된 캐시는 평균적으로 게임 애플리케이션에서 약 15%의 성능 향상을 가져온다. 서버용 3D V-캐시를 갖춘 Zen 3("밀란-X" 코드명)는 2021년 11월 8일에 열린 AMD의 Accelerated Data Center Premiere 키노트에서 발표되었다. 이는 소켓 호환성을 유지하면서 Zen 3의 밀란 CPU에 비해 특정 데이터센터 애플리케이션에서 50%의 성능 향상을 가져온다. 밀란-X는 2022년 3월 21일에 출시되었다.

### 4세대
Zen 4를 사용하는 Epyc 서버 CPU("제노아" 코드명)는 2021년 11월 8일에 AMD의 Accelerated Data Center Premiere 키노트에서 공식적으로 공개되었으며, 1년 후인 2022년 11월에 출시되었다. 이 CPU는 최대 96개의 Zen 4 코어를 가지며 PCIe 5.0과 DDR5를 모두 지원한다. 또한, Zen 4 Cloud(Zen 4의 변형)는 Zen 4c로 약칭되어 발표되었다. Zen 4c는 표준 Zen 4보다 현저히 더 높은 밀도를 가지면서 더 뛰어난 전력 효율성을 제공하도록 설계되었다. 이는 밀도 및 컴퓨팅 처리량을 극대화하기 위해 Zen 4의 코어와 캐시를 재설계하여 달성된다. Zen 4보다 L3 캐시가 50% 적고 클럭 속도가 높지 않다. 베르가모(Epyc 9704 시리즈)는 최대 128개의 Zen 4c 코어를 가지며 제노아와 소켓 호환된다. 2023년 6월에 출시되었다. Zen 4c 코어를 사용하는 또 다른 서버 제품 라인은 시에나(Epyc 8004 시리즈)로, 최대 64개의 코어를 가지며, 다른 더 작은 소켓을 사용하고 고성능보다는 더 작은 크기, 비용, 전력 및 열 방출을 선호하는 사용 사례를 위해 설계되었다. Zen 4와 Zen 4 Cloud는 모두 TSMC의 5 nm 노드에서 제조된다. Epyc 9004, 9704 및 8004 서버 프로세서(각각 제노아, 베르가모, 시에나) 외에도 Zen 4는 Ryzen 7000 주류 데스크톱 프로세서("라파엘" 코드명), 하이엔드 모바일 프로세서("드래곤 레인지" 코드명) 및 얇고 가벼운 모바일 프로세서("피닉스" 코드명)도 구동한다. 또한 Ryzen 8000 G-시리즈 데스크톱 APU도 구동한다.

### 5세대
Zen 5는 2022년 5월에 AMD의 Zen 로드맵에 나타났다. TSMC의 4 nm 및 3 nm 공정을 사용할 것으로 알려져 있다. 이 프로세서는 Ryzen 9000 주류 데스크톱 프로세서("그래나이트 리지" 코드명), 하이엔드 모바일 프로세서("스트릭스 포인트" 코드명), Epyc 9005 서버 프로세서("튜린" 코드명)에 동력을 공급할 것이다. Zen 5c는 Zen 5 코어의 소형 변형으로, 주로 하이퍼스케일 클라우드 컴퓨팅 서버 고객을 대상으로 한다.

## 싱크클로즈 취약점
2024년 8월 9일, 그 날짜까지의 모든 젠 기반 프로세서에 영향을 미치는 "싱크클로즈"(Sinkclose)라는 이름의 취약점이 발표되었다. 싱크크로즈는 시스템 매니지먼트 모드(System Management Mode, SMM)에 영향을 미친다. 이는 먼저 운영 체제 커널을 손상시켜야만 악용될 수 있다. 일단 영향을 받으면, 안티바이러스 소프트웨어의 탐지를 피할 수 있으며 운영 체제를 재설치한 후에도 시스템을 손상시킬 수 있다. AMD는 2024년 8월 20일에 출시될 패치로 대응했다.

## 같이 보기
- 라이젠
- Epyc
- 인텔 코어